# Кривично дело квалификовано тежом последицом
Кривично дело квалификовано тежом последицом је таква врста кривичног дела, које осим основног има и теже облике у случају да из основног дела настане тежа последица за коју закон предвиђа тежу казну. Овакве конструкције кривичних дела могу постојати само ако су предвиђене у закону, те судовима није дозвољено да праве нове облике квалификованих дела примењујући аналогију. Иста тежа последица не може бити квалификаторна околност два различита кривична дела, већ само оног од њих из кога је произашла.

## Услови за примену инкриминације
Вршење насиља које је оптужени учинио према своме ванбрачном осмомесечном детету састојало се у томе што је када је дете плакало рукама га стезао за врат и вилице, ударао и стезао по задњици и куковима да би критичног дана нанео детету више повреда које су се састојале у виду крвних подлива, а на крају ударањем у пределу главе нанео вишеструке преломе костију лобање са оштећењем по живот важних можданих центара, од којих је дете истога дана у болници умрло.Оптужени је у односу на радњу извршења кривичног дела - употребу силе према свом детету поступао у свему са директним умишљајем пошто је био свестан да употребом силе повређује своје дете, па је управо то и хтео, док је у односу на тежу последицу тј. на смрт детета поступао са свесним нехатом пошто је био свестан да таквим својим понашањем може проузроковати смрт детета, али је олако држао да до тога неће доћи, што потврђује и одношење повређеног детета у болницу где је и оно умрло.У тако утврђеним радњама оптуженог стоје обележја кривичног дела насиља у породици из чл. 118-а ст. 4 у вези ст. 1 и 2 КЗС.Окружни суд у Београду, К.842/02 од 9.05.2003

Кж.1572/03
Поред тога што морају бити предвиђена у закону, кривична дела квалификована тежом последицом у правилу постоје само ако је у односу на тежу последицу код учиниоца постојао најмање нехат, а умишљај само изузетно, и то када тежа последица није инкриминисана као посебно кривично дело. У случају када код учиниоца постоји умишљај и у односу на тежу последицу која је инкриминисана као посебно кривично дело, постојаће стицај умишљајних кривичних дела. Ова квалификација је могућа и ако основно дело остане само у покушају, а тежа последица која је наступила представља резултат опасности изазване покушајем основног дела. Рецимо, ако при покушају отмице, жртва бежећи од отмичара падне са висине и изгуби живот, постојаће кривично дело квалификовано тежом последицом, без обзира што је основно дело остало у покушају.
Поред предвиђености у закону и односа према тежој последици, трећи услов за постојање овакве квалификације је да је тежа последица произашла из основног дела, односно мора постојати узрочна веза између основног дела и наступања теже последице. Ако је тежа последица наступила као резултат неких других околности које нису повезане са основним делом, учинилац ће бити кривично одговоран само за основно дело. Тако, ако лице којем је учинилац нанео тешке телесне повреде, погине у саобраћајној несрећи на путу према болници, постојаће одговорност учиниоца само за основно дело.